# Der Empörer
Der Empörer (Alternativtitel: Das Schwert des Sarazenen; Originaltitel: The Saracen Blade) ist ein US-amerikanischer Abenteuerfilm von William Castle aus dem Jahr 1954, der nach einer Novelle von Frank Yerby entstand.

## Handlung
Zur Geburtsstunde des späteren Kaisers Friedrich II. im mittelalterlichen, mittelitalienischen Ancona wird auch dem Schmied Donati von seiner Frau Maria ein Sohn geboren, der Pietro genannt wird. Da Maria durch die Geburt Fieber bekommt, macht sich Donati auf, um einen Heilkundigen zu holen, doch wird er von Graf Alesandro Siniscola gefangen genommen, da er sich geweigert hatte weiterhin des Grafens Lehnsmann zu sein. Maria stirbt. Pietros Pate Isaac flüchtet daraufhin mit seinem frischgeborenen Patensohn nach Süden in das sarazenische Sizilien. Nach vielen Jahren hört Pietro als junger Mann von einer Revolte der Leibeigenen des Grafen Siniscola, die von seinem Vater angeführt wird. Sofort macht er sich auf, um ihm zur Seite zu stehen.
Bei seinem Vater angekommen, schickt ihn der Todgeweihte jedoch wieder weg, da sein Sohn nicht für eine aussichtslose Sache sterben solle. Später trifft Pietro auf den Baron Rogliano, in dessen Dienste er tritt und mit dessen Tochter Jolanthe er eine geheime Romanze beginnt. Als herauskommt, dass Jolanthe mit Enzio, dem Sohn des Grafen Siniscola, verheiratet werden soll, wollen die beiden Verliebten nach Venedig fliehen, was ihnen aber misslingt. Jolanthe wird gegen ihren Willen mit Enzio verheiratet. Pietro landet im Gefängnis. Um den lästigen Konkurrenten endgültig loszuwerden, wird der Gefängniswächter von Enzio dazu angehalten, sich beim nächsten Besuch Jolanthes schlafend zu stellen, sodass sie ihm die Schlüssel stehlen und Pietro zur Flucht verhelfen kann. Auf der folgenden Jagd soll Pietro dann getötet werden, doch der stößt zufällig auf Kaiser Friedrich II., den er vor einem angreifenden Wildschwein retten kann. Mit der somit gewonnenen Gunst des Monarchen gelingt es ihm, sich an den Siniscolas zu rächen, indem er Elaine von Siniscola, eine Cousine der Siniscolas, zwingt ihn zum Mann zu nehmen.
Einige Zeit später bricht der Kaiser zu einem Kreuzzug gegen die Sarazenen auf. Nach dem Scheitern des Unternehmens gerät Pietro in Gefangenschaft, wo sich das Sklavenmädchen Zenobia in ihn verliebt. Sie kauft ihn mit ihrem Schmuck frei und darf, nachdem sie von ihrem Herren Haroun entstellt wurde, gemeinsam mit Pietro nach Italien reisen. Dort verlangt Graf Alesandro Siniscola, der seine Cousine Elaine eigentlich schon vor Pietro ehelichen wollte, dem es aufgrund eines bis vor Kurzem noch fehlenden kirchlichen Ehedispens’ aber nicht erlaubt war, von Elaine ihren Mann zu ermorden, damit sie die Heirat endlich vollziehen können. Elaine jedoch weist Alesandro zurück, da sie Pietro gegenüber nicht mehr abgeneigt ist, woraufhin Alesandro sie ersticht. In der Folge beginnt der inzwischen zum Baron erhobene Pietro einen Krieg gegen die Siniscolas, an dessen Ende Enzio und Alesandro Siniscola getötet werden. Zur Strafe wird ihm vom Kaiser sein Adel und Besitz aberkannt, dafür aber gewinnt er seine Liebe Jolanthe zurück.

## Erstausstrahlung
Der Empörer startete am 6. Juni 1954 in den Kinos der Vereinigten Staaten. In die Kinos der Bundesrepublik Deutschland kam der Film am 11. Februar 1955.

## Kritik
Für das Lexikon des internationalen Films war Der Empörer „Historienkitsch à la Hollywood“ mit „unfreiwilliger Komik“.